# Simone de Beauvoir
Pour les articles homonymes, voir Famille Bertrand de Beauvoir et Beauvoir.
Simone de Beauvoir (/simɔn də bovwaʁ/ ), née le 9 janvier 1908 dans le 6e arrondissement de Paris et morte le 14 avril 1986 dans le 14e arrondissement, est une philosophe, romancière, mémorialiste, professeur et essayiste française.
En 1954, après plusieurs romans dont L'Invitée (1943) et Le Sang des autres (1945), elle obtient le prix Goncourt pour Les Mandarins. Puis, de 1958 (Mémoires d'une jeune fille rangée) et jusqu'à la fin de sa vie (La Cérémonie des adieux, 1981), Beauvoir rédigea une œuvre monumentale composée de mémoires et de récits autobiographiques comprenant également La Force de l'âge (1960), La Force des choses (1963), Une mort très douce (1964), Tout compte fait (1972), la distinguant alors parmi les plus importantes mémorialistes du XXe siècle. Ses œuvres sont alors parmi les plus lues dans le monde.
Souvent considérée comme une théoricienne majeure du féminisme, notamment grâce à son magnum opus Le Deuxième Sexe publié en 1949, ouvrage encyclopédique s'inscrivant dans le courant philosophique de la phénoménologie et en particulier dans son moment existentialiste, Simone de Beauvoir a également participé au Mouvement de libération des femmes dans les années 1970.
Elle a partagé sa vie avec le philosophe Jean-Paul Sartre. Leurs philosophies, bien que très proches, ne sauraient être confondues.
Dans les années 2010, son aura de féministe est écornée par une réévaluation controversée du trio amoureux ambigu formé entre elle-même, ses élèves et Sartre.

## Biographie

### Enfance et jeunesse
Simone Lucie Ernestine Marie Bertrand de Beauvoir est la fille de Georges Bertrand de Beauvoir, alors avocat, comédien amateur et de Françoise Brasseur, jeune femme issue de la bourgeoisie verdunoise.

#### Enfance
Elle voit le jour à Paris dans un appartement cossu au 103, boulevard du Montparnasse et entre à l'âge de cinq ans au cours Desir (où elle restera jusqu'au baccalauréat), où sont scolarisées les filles de « bonnes familles ». Sa sœur cadette, Hélène (dite Poupette), l'y rejoint deux ans plus tard. Dès le plus jeune âge, Simone de Beauvoir se distingue par ses capacités intellectuelles et se partage chaque année la première place avec Élisabeth Lacoin (dite Élisabeth Mabille ou « Zaza » dans son autobiographie), fille de l'ingénieur Maurice Lacoin. Zaza devient rapidement sa meilleure amie.
Dans sa jeunesse, Simone de Beauvoir passe ses vacances d'été en Corrèze, à Saint-Ybard, dans le parc de Meyrignac, créé vers 1880 par son grand-père Ernest Bertrand de Beauvoir. La propriété avait été acquise par son arrière-grand-père Narcisse Bertrand de Beauvoir au début du XIXe siècle. On retrouve de multiples évocations de ces séjours heureux en compagnie de sa sœur Hélène dans ses Mémoires d'une jeune fille rangée :

« Mon amour pour la campagne prit des couleurs mystiques. Dès que j'arrivais à Meyrignac, les murailles s'écroulaient, l'horizon reculait. Je me perdais dans l'infini tout en restant moi-même. Je sentais sur mes paupières la chaleur du soleil qui brille pour tous et qui ici, en cet instant, ne caressait que moi. Le vent tournoyait autour des peupliers : il venait d'ailleurs, il bousculait l'espace, et je tourbillonnais, immobile, jusqu'aux confins de la terre. Quand la lune se levait au ciel, je communiais avec les lointaines cités, les déserts, les mers, les villages qui au même moment baignaient dans sa lumière. Je n'étais plus une conscience vacante, un regard abstrait, mais l'odeur houleuse des blés noirs, l'odeur intime des bruyères, l'épaisse chaleur du midi ou le frisson des crépuscules ; je pesais lourd, et pourtant je m'évaporais dans l'azur, je n'avais plus de bornes. »

C'est au contact de la nature et au cours de longues promenades solitaires dans la campagne que le désir d'une vie « hors du commun » se forge en elle.
Après la Première Guerre mondiale, son grand-père maternel, Gustave Brasseur, ancien président de la Banque de la Meuse qui a fait faillite, est déclaré banqueroutier, précipitant toute sa famille dans le déshonneur et la déconfiture. Aussi les parents de Simone de Beauvoir sont-ils contraints, par manque de ressources, de quitter l'appartement du boulevard du Montparnasse (à proximité de l'actuel restaurant La Rotonde) pour un appartement sombre, exigu, au cinquième étage sans ascenseur, d'un immeuble de la rue de Rennes. Simone souffre de voir les relations entre ses parents se dégrader.
La suite de son enfance en sera marquée. Dans son milieu, à cette époque, il est incongru qu'une jeune fille fasse des études poussées. Pourtant son père, un passionné de théâtre et d'art dramatique, qui pense que « le plus beau métier est celui d'écrivain », est convaincu que ses filles doivent s'y résoudre pour sortir de la condition dans laquelle elles se trouvent :

« Quand il déclara : « Vous, mes petites, vous ne vous marierez pas, il faudra travailler », il y avait de l'amertume dans sa voix. Je crus que c'était nous qu'il plaignait ; mais non, dans notre laborieux avenir il lisait sa propre déchéance. »

Il regrette à la fois qu'elle ne soit pas un homme car elle aurait pu faire Polytechnique et à la fois qu'elle ne soit pas assez féminine. Il lui répète : « Tu as un cerveau d'homme. »

#### Émancipation progressive
Élevée par une mère très pieuse, puis devenue elle-même croyante exaltée et mystique pendant quelques années, Simone de Beauvoir perd progressivement la foi à quatorze ans, bien avant son départ du cours Desir. Elle commence alors à s'émanciper intellectuellement de sa famille, sans pouvoir immédiatement l'assumer au grand jour.
À quinze ans, son choix est déjà fait : elle sera un écrivain célèbre. Après le baccalauréat en 1925, malgré son attirance pour la philosophie elle se dirige d'abord vers une licence classique, pour obéir à ses parents qui ont été mis en garde par les enseignantes de son ancienne école : « en un an de Sorbonne, je perdrais ma foi et mes mœurs. Maman s'inquiéta […], j'acceptais de sacrifier la philosophie aux lettres ». Elle entame des études supérieures à l'Institut catholique de Paris pour les mathématiques et à l'Institut Sainte-Marie de Neuilly pour les lettres.
Son professeur de littérature française, Robert Garric, catholique fervent mais surtout socialiste et humaniste très engagé, l'impressionne beaucoup. Il dirige un mouvement, les Équipes sociales, qui se propose de répandre la culture dans les couches populaires. Grâce à son cousin Jacques, dont elle est secrètement amoureuse et qui se trouve être un des équipiers de Garric, sa culture littéraire s'élargit. « Je trouvais sur sa table une dizaine de volumes aux fraiches couleurs de bonbons acidulés : des Montherlant vert pistache, un Cocteau rouge framboise, des Barrès jaune citron, des Claudel, des Valéry d'une blancheur neigeuse rehaussée d'écarlate. À travers le papier transparent, je lus et je relus les titres : Le Potomak, Les Nourritures terrestres, L'Annonce faite à Marie, Le Paradis à l'ombre des épées, Du sang de la volupté et de la mort. Bien des livres déjà m'avaient passé par les mains, mais ceux-ci n'appartenaient pas à l'espèce commune : j'en attendais d'extraordinaires révélations […]. Soudain, des hommes de chair et d'os me parlaient, de bouche à oreille, d'eux-mêmes et de moi ; ils exprimaient des aspirations, des révoltes que je n'avais pas su me formuler, mais que je reconnaissais. J'écumais la bibliothèque Sainte-Geneviève : je lisais Gide, Claudel, Jammes, la tête en feu, les tempes battantes, étouffant d'émotion ».
Elle obtient, au cours de cette première année à l'université de Paris, les certificats de mathématiques générales, de littérature et de latin.
L'année d'après, elle suit les cours de philosophie et obtient en juin 1927 le certificat de philosophie générale. Elle obtient finalement la licence ès lettres mention philosophie au printemps 1928, après l'obtention des certificats d'éthique et de psychologie et entame alors la rédaction d'un mémoire sur Leibniz pour le diplôme d'études supérieures.
À la faculté des lettres de l'université de Paris, elle rencontre d'autres jeunes intellectuels, dont Jean-Paul Sartre, qu'elle regarde comme un génie. Dès cette époque, se noue entre eux une relation qui deviendra mythique, longtemps supposée libre et égalitaire. Elle sera son « amour nécessaire », par rapport aux « amours contingentes » qu’ils seront amenés à connaître l'un et l'autre. Simone de Beauvoir est reçue deuxième au concours d'agrégation de philosophie en 1929, juste derrière Jean-Paul Sartre.
La mort de son amie d'enfance Zaza, quelques mois plus tard, la plonge dans une grande affliction. Elle marque définitivement pour elle la fin de ce chapitre de sa vie.

### Enseignante

#### Début du Castor
À la suite de l'obtention de son agrégation en 1929, Simone de Beauvoir devient professeur de philosophie.
Elle est surnommée Castor par Herbaud (René Maheu dans Mémoires d'une jeune fille rangée) car « Beauvoir » est proche de l'anglais beaver (signifiant castor), et que, comme elle, « Les Castors vont en bande et ils ont l'esprit constructeur ». Ce surnom est ensuite repris et conservé par Jean-Paul Sartre qui publie à l'édition Blanche chez Gallimard, Lettres au Castor, un recueil de lettres qu'il a écrites à celle qui a été son « charmant Castor »,.
Entre 1929 et 1931, elle est professeur agrégée et donne des cours au lycée Victor-Duruy de Paris, ce qu'elle vit comme une libération : « Maintenant j'étais là, sur l'estrade, c'est moi qui faisais le cours. Et plus rien au monde ne me semblait hors d'atteinte ». Elle se trouve ensuite nommée à Marseille au lycée Montgrand. La perspective de quitter Sartre, lui-même nommé au Havre en mars 1931, la jette dans l'angoisse et ce dernier lui propose de l'épouser afin d'obtenir un poste dans le même lycée. Bien que viscéralement attachée à Sartre, elle rejette la proposition : « Je dois dire, écrit-elle dans La Force de l'âge, que pas un instant je ne fus tentée de donner suite à sa suggestion. Le mariage multiplie par deux les obligations familiales et toutes les corvées sociales. En modifiant nos rapports avec autrui, il eût fatalement altéré ceux qui existaient entre nous. Le souci de préserver ma propre indépendance, ajoute-t-elle cependant, ne pesa pas lourd ; il m'eût paru artificiel de chercher dans l'absence une liberté que je ne pouvais sincèrement retrouver que dans ma tête et mon cœur. » L'année suivante, elle parvient à se rapprocher de Sartre en obtenant un poste au lycée Jeanne-d'Arc de Rouen où elle fait la connaissance de Colette Audry, enseignante dans le même lycée,.
Elle entretient des relations amoureuses avec certaines de ses élèves mineures, mais réfute jusqu'à sa mort toute idée de bisexualité — sujet qui fait l'objet de controverses entre ses dernières biographes— le « pacte » la liant à Sartre lui permettant de connaître des « amours contingentes ». Elle présente ces élèves à Sartre qui forment avec lui, selon un « contrat pervers » comme le qualifie Marie-Jo Bonnet, des trios, voire des quatuors, amoureux. Elle se lie également avec un élève de Sartre, « le petit Bost », futur mari d'Olga Kosakiewicz, pour laquelle Sartre s'est pris entre-temps de passion (non réciproque). L'amitié de ce groupe d'amis surnommé « la petite famille », ou encore « les petits camarades », reste indéfectible jusqu'à la mort de chacun d'entre eux, malgré petites brouilles comme graves conflits[réf. nécessaire].

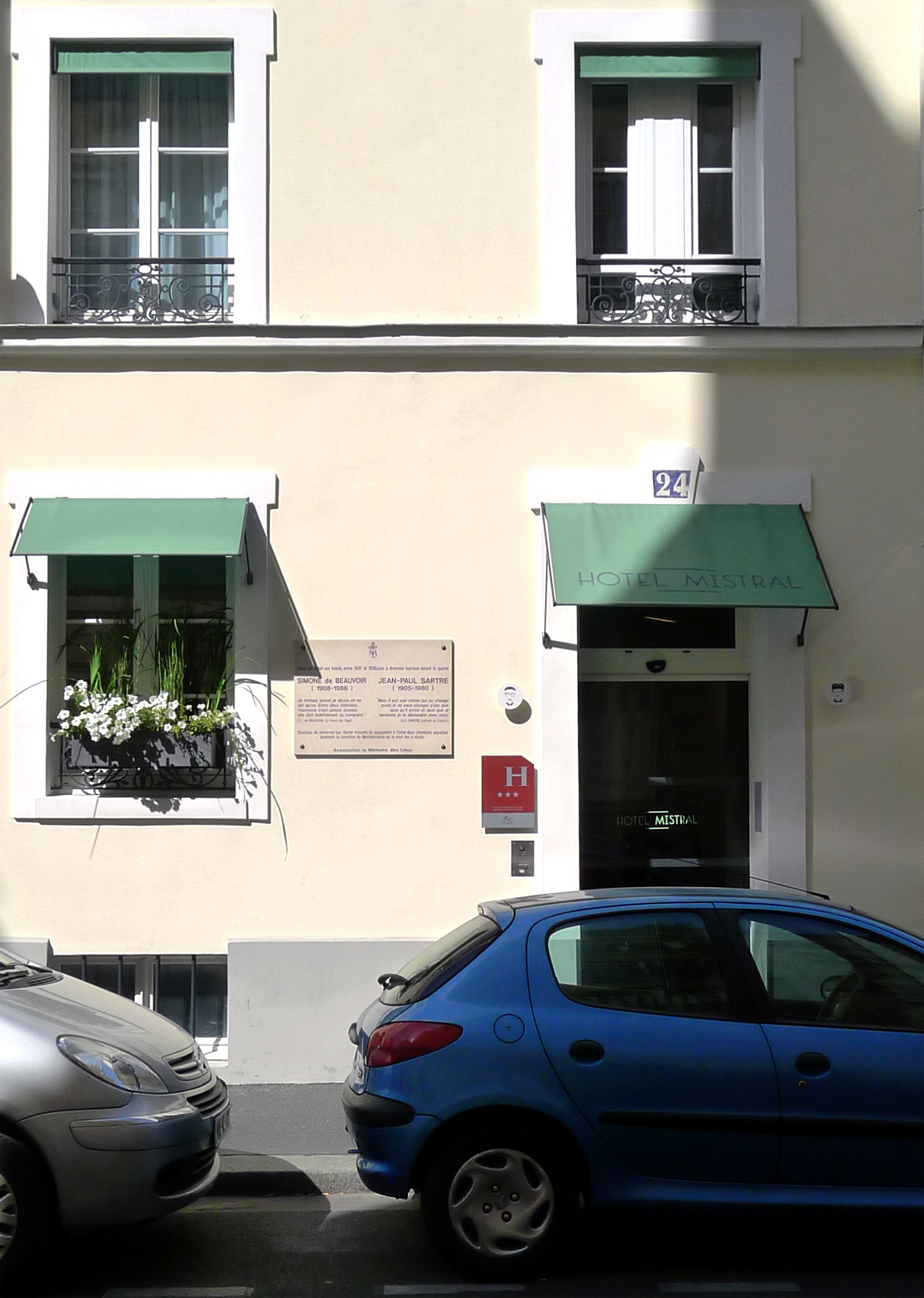
Le no 24 de la rue Cels où Simone de Beauvoir habita à plusieurs reprises pendant la guerre.

L'année où elle enseigne à Marseille, elle se découvre une passion pour la randonnée, et elle ne cesse dans les années qui suivent d'arpenter les chemins de France, souvent en solitaire, à chaque fois qu'elle en a l'occasion. Avec Sartre, elle voyage aussi beaucoup en Europe, dans des conditions très frugales, ce qui leur permet de visiter presque chaque été un nouveau pays : ils voient ainsi l'Espagne, l'Italie, la Grèce, l'Allemagne, et le Maroc. À côté de cela, même avant d'être finalement tous les deux mutés à Paris, leur vie sociale reste très parisienne. C'est là qu'ils se retrouvent souvent, ensemble ou avec leurs amis, ils sortent au théâtre, et suivent assidument l'actualité littéraire et cinématographique.

#### Après 1936
En 1936, elle obtient enfin un poste à Paris. Elle enseigne au lycée Molière de 1936 à 1939 ; elle en est suspendue à la suite de sa liaison avec Bianca Bienenfeld, l'une de ses élèves âgée de seize ans, fille d'un juif polonais réfugié en France avec ses deux filles et leur mère qui est gravement malade.
Son premier livre Primauté du spirituel, écrit entre 1935 et 1937, est refusé par Gallimard et Grasset (il paraîtra beaucoup plus tard en 1979 sous le titre Quand prime le spirituel puis Anne ou quand prime le spirituel).
Un second livre, son roman L'Invitée est publié en 1943 par Gaston Gallimard, en plein Paris occupé. Elle y décrit, à travers des personnages imaginaires, la relation entre Jean-Paul Sartre, Xavière et elle-même, tout en dévoilant une réflexion philosophique concernant la lutte entre les consciences et les possibilités de la réciprocité. Cette Xavière est une autre jeune fille mineure polonaise, Olga Kosakiewicz, que Simone de Beauvoir avait séduite avant Bianca Bienenfeld, et livrée à Jean-Paul Sartre.
Simone de Beauvoir est à nouveau suspendue le 17 juin 1943 à la suite d'une plainte pour incitation de mineure à la débauche déposée en décembre 1941 par la mère d'une autre de ses élèves, Natalie Sorokin (1921-1967). La plainte aboutit à un non-lieu, mais Beauvoir est définitivement révoquée de l'Éducation nationale.
L'incertitude sur la raison réelle de son éviction a suscité une polémique jusqu'à la publication en 1993 par une de ses précédentes victimes, Bianca Lamblin, de Mémoires d'une jeune fille dérangée, en réponse à la publication en 1990 des Lettres au Castor et à quelques autres de Jean-Paul Sartre, dans lesquelles elle s'était aperçue qu'elle était désignée sous le pseudonyme de Louise Védrine. Elle révèle alors au public comment Simone de Beauvoir et Jean-Paul Sartre ont abusé d’elle à l’âge de seize ans et écrit : « J’ai découvert que Simone de Beauvoir puisait dans ses classes de jeunes filles une chair fraîche à laquelle elle goûtait avant de la refiler, ou faut-il dire plus grossièrement encore, de la rabattre sur Sartre. »
Simone de Beauvoir décrit dans ses mémoires une relation de simple amitié avec cette élève. Elle écrit en outre que l’accusation de détournement de mineur, mensongère, est une vengeance de la mère de cette élève à la suite du refus que lui aurait opposé Simone de Beauvoir d’user de son influence auprès de sa fille pour lui faire accepter un mariage avec un « parti avantageux ». Pourtant, la nature charnelle des relations qu'elle entretenait avec Natalie Sorokine ne fait plus aucun doute aujourd'hui[source insuffisante].
En 1943, elle travaille pour Radio Vichy (Radio-Paris), pistonnée par René Delange, le patron de Comœdia, appuyé par Jean-Paul Sartre, où elle organise des émissions consacrées à la musique à travers les époques. Toujours en 1943, elle s'installe avec Jean-Paul Sartre à l'hôtel La Louisiane, à Saint Germain des Prés, mais dispose de sa propre chambre. Elle écrira : « Jamais aucun de mes abris ne s'était tant approché de mes rêves ; j'envisageais d'y rester jusqu'à la fin de mes jours ».
Simone de Beauvoir est réintégrée dans l'Éducation nationale à la Libération par arrêté du 30 juillet 1945, mais n'enseignera plus jamais.

### Femme de lettres engagée

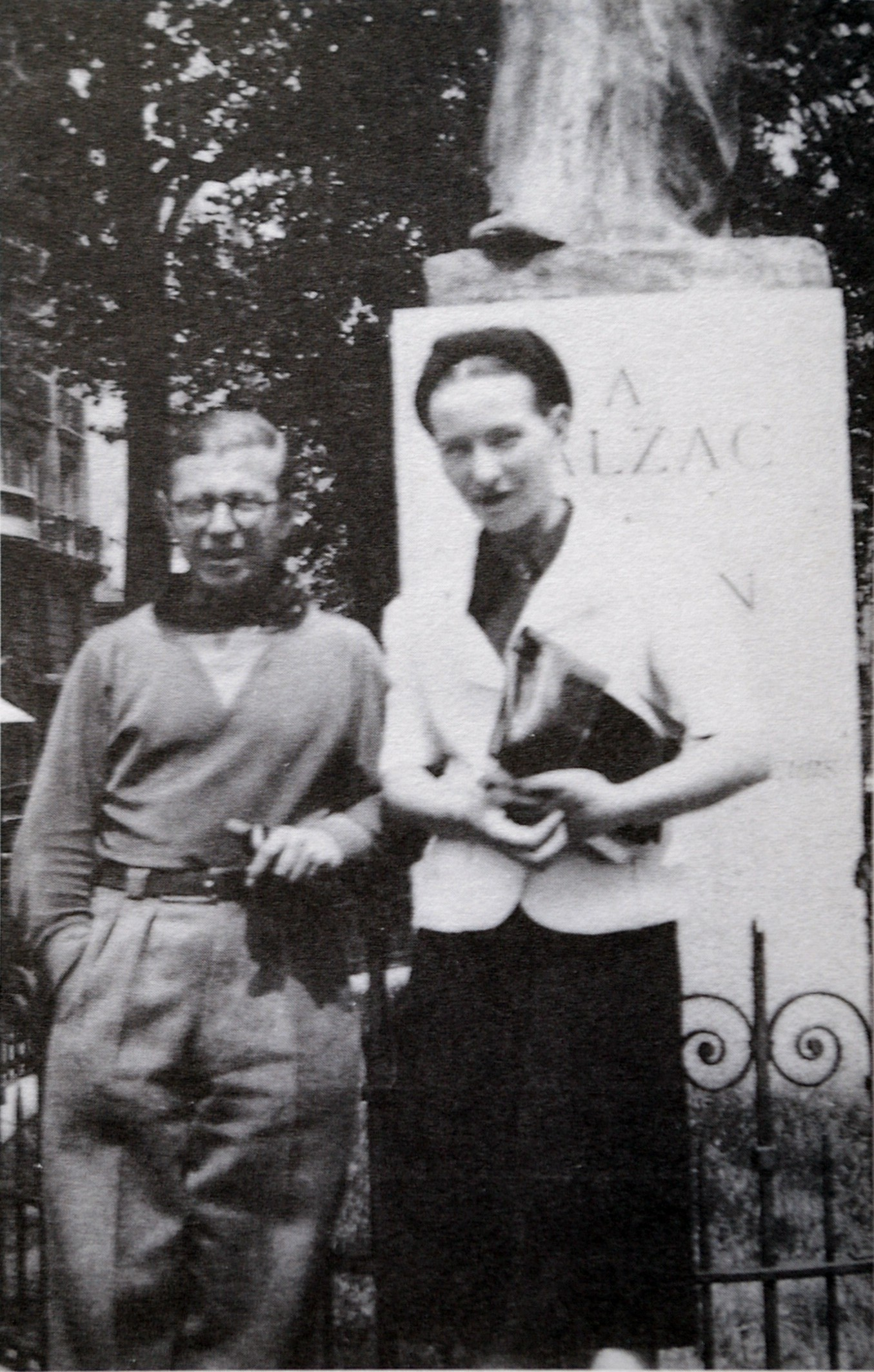
Simone de Beauvoir et Jean-Paul Sartre devant la statue de Balzac à Paris.

Avec Jean-Paul Sartre, Raymond Aron, Michel Leiris, Maurice Merleau-Ponty, Boris Vian et quelques intellectuels de gauche, elle fonde la revue : Les temps modernes qui a pour but de faire connaître l'existentialisme à travers la littérature contemporaine. Mais elle continue cependant son œuvre personnelle. Après plusieurs romans et essais où elle parle de son engagement pour le communisme, l'athéisme et l'existentialisme, elle obtient son indépendance financière et se consacre totalement à son métier d'écrivaine. Elle voyage dans de nombreux pays (États-Unis, Chine, Russie, Cuba, etc.) où elle fait la connaissance d'autres personnalités communistes telles que Fidel Castro, Che Guevara, Mao Zedong, Richard Wright.
Beauvoir a rencontré l'écrivain américain Nelson Algren à Chicago en 1947, alors qu'elle voyageait à travers les États-Unis pendant quatre mois en utilisant divers moyens de transport : automobile, train et Greyhound. Elle y engage avec lui une relation passionnée, qui dure plus de 15 ans et lui envoie plus de 300 lettres. Elle tient un journal détaillé du voyage, qui est publié en France en 1948 sous le titre L'Amérique au jour le jour. La publication de sa correspondance avec Algren en 1997 provoque le rejet de certains féministes qui ne retrouvent pas la femme libre qui leur a servi d'icône, mais une Simone de Beauvoir qui a « biaisé sur sa bisexualité, construit littérairement avec Sartre un couple mythique, ou plutôt une mystification, triché en construisant par omission dans son œuvre mémoriale une image d'elle non conforme à la vérité ».
En 1949, elle obtient la consécration avec Le Deuxième Sexe, vendu à plus de 22 000 exemplaires dès la première semaine, et qui fait scandale au point que le Vatican le met à l'index. François Mauriac écrira aux Temps modernes : « à présent, je sais tout sur le vagin de votre patronne ». Le livre occasionne deux avis contradictoires de Armand Hoog (contre) et de Francine Bloch (pour) dans la revue La Nef. Traduit dans plusieurs langues, il se vend à un million d'exemplaires aux États-Unis et nourrit la réflexion des principales théoriciennes du Women's Lib.
Beauvoir devient la figure de proue du féminisme en décrivant une société qui maintient la femme dans une situation d'infériorité. En totale rupture avec l'essentialisme, son analyse de la condition féminine à travers les mythes, les civilisations, les religions, l'anatomie et les traditions fait scandale, et tout particulièrement le chapitre où elle parle de la maternité et de l'avortement, assimilé à un homicide à cette époque. Quant au mariage, elle le considère comme une institution bourgeoise aussi répugnante que la prostitution, lorsque la femme est sous la domination de son mari et ne peut en échapper. Selon Stephen Law, Beauvoir proposa que le rapport entre les sexes biologiques et les constructions genrées de la société est délibérément confus pour la femme, ce qui lui rend difficile de sortir d'un tel déterminisme et ne sert que la société dominée par l'homme, avec des stéréotypes sociaux entraînant la femme loin de ses aspirations.

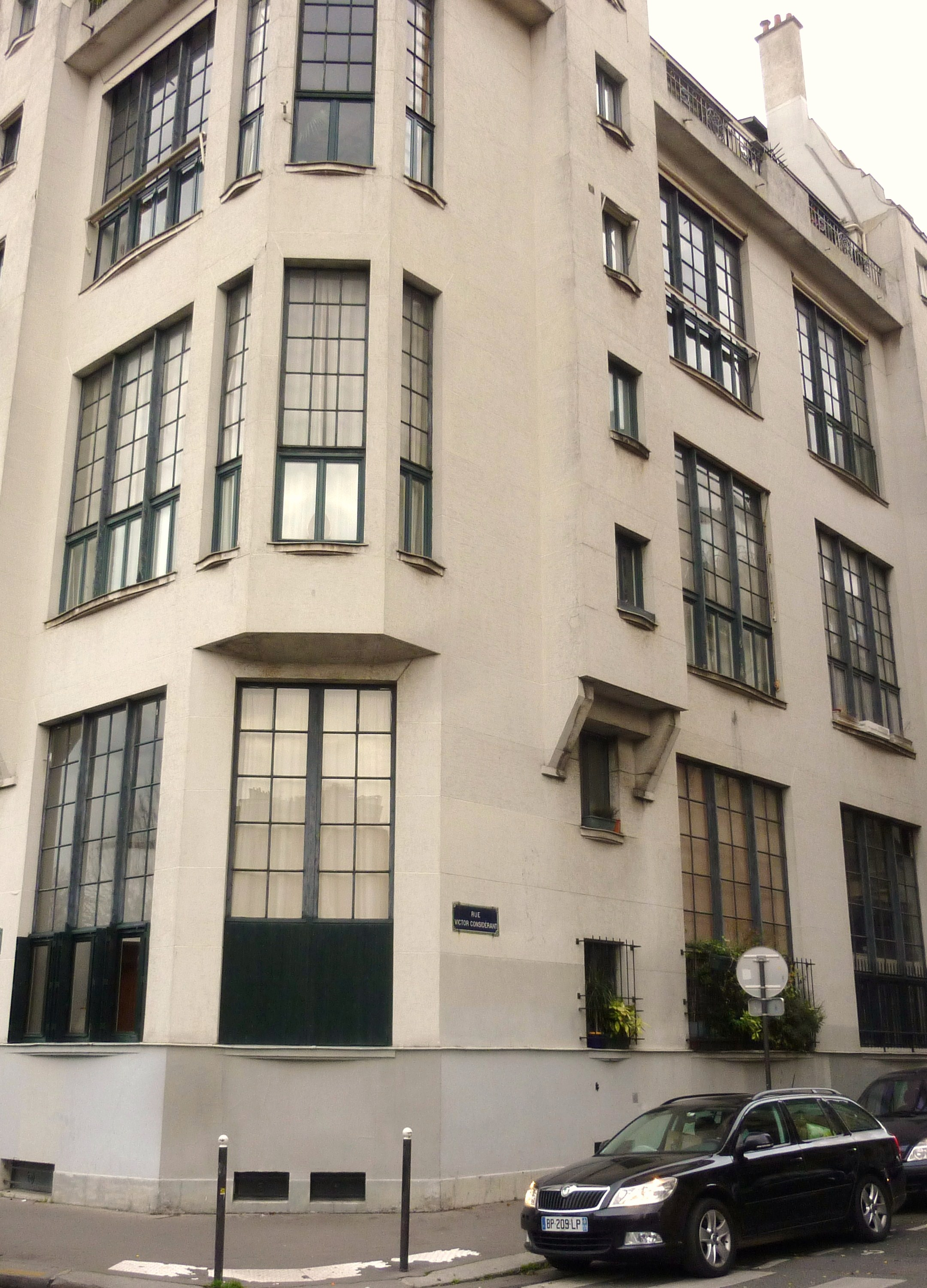
Immeuble où vécut Simone de Beauvoir de 1955 à 1986, rue Victor-Schœlcher.

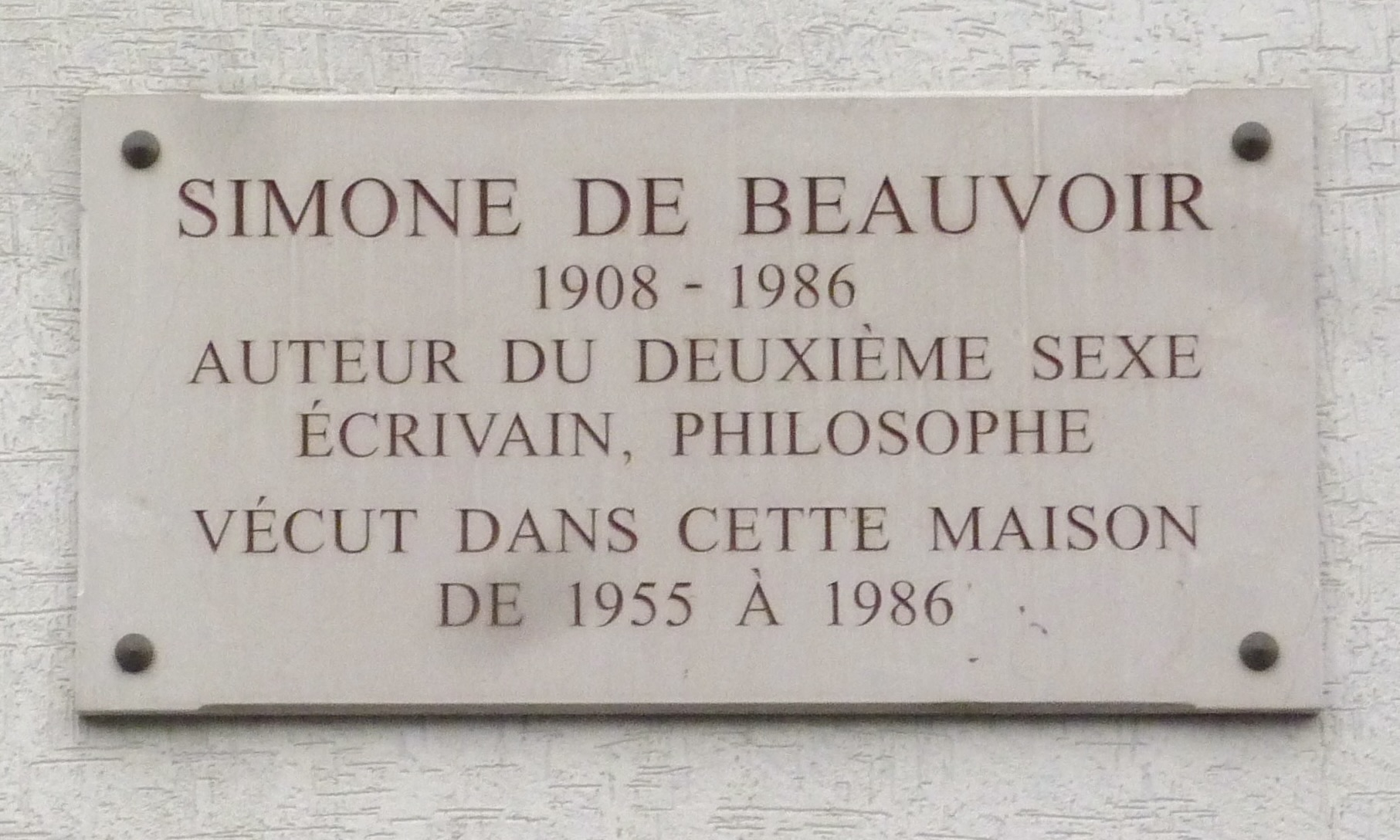
Plaque sur l'immeuble où vécut Simone de Beauvoir de 1955 à 1986, 11 bis rue Victor-Schœlcher.

En 1952, elle obtient son permis de conduire, à 44 ans, à une époque où peu de femmes conduisent. Sa liaison avec Claude Lanzmann débute en juillet. Lui doit prendre un avion pour Israël le lendemain et elle partir en vacances en Italie. Mais ils passent la soirée ensemble. Elle en informe Nelson Algren dans une lettre du 3 août, lui demandant de continuer à lui écrire en poste restante à Bari, en Italie. Ancien résistant, juif et âgé de 26 ans, Lanzmann est resté proche du Parti communiste français, « ce qui touche une corde sensible chez Beauvoir et Sartre à cette période »: ils se « rapprochent du marxisme », « avec la fin du régime stalinien » consécutive à la la mort de Staline début 1953, dans la lignée du numéro des Temps modernes de juin 1952, où cinq articles sont consacrés aux rafles de dirigeants communistes en mai-juin 1952, celui de Claude Lanzmann relatant les violences de rue qui les ont accompagnées. « Aux Temps modernes, nous nous rapprochons des communistes davantage encore, sans les aimer bien entendu, mais avec la conviction qu'il faut être avec eux contre les autres », écrit-elle le 2 juillet. Simone de Beauvoir avait déjà salué l'article de Claude Lanzmann dans Les Temps modernes d'avril 1952, où il démontait les mécanismes par lesquels la presse « peut mentir impunément », et ainsi commettre « le pire des crimes », et même un « attentat contre sa propre essence ».  En 1953, d'Amsterdam, elle écrit la première de ses lettres à Lanzmann. Leur amour est aussi bien intellectuel que charnel. C'est le seul homme avec qui elle ait accepté de vivre et leur concubinage dure sept ans. 
Le 6 décembre 1954, le 51e Prix Goncourt est décerné à Simone de Beauvoir pour Les Mandarins. Elle devient l'un des auteurs les plus lus dans le monde. Ce roman met en lumière sa relation avec Nelson Algren, toujours à travers des personnages imaginaires, et traite de l'après-guerre.
À partir de 1958, elle entreprend son autobiographie, Mémoires d'une jeune fille rangée, racontant malgré sa condition de femme les distances peu à peu prises avec un milieu d'origine rempli de préjugés. Elle y décrit aussi sa relation avec Sartre, la qualifiant de totale réussite. Même s'ils ne sont plus un couple au sens sexuel du terme, et ce depuis longtemps, elle laisse entendre le contraire à ses lecteurs[réf. nécessaire].
En 1960, elle signe le Manifeste des 121, déclaration sur le « droit à l'insoumission » dans la guerre d'Algérie.
En 1964, elle publie Une mort très douce qui retrace la mort de sa mère. D'après Sartre, c'est son meilleur écrit. Le thème de l'acharnement thérapeutique et de l'euthanasie y sont évoqués. Durant cette période de deuil, elle est soutenue par une jeune fille dont elle a fait la connaissance à la même époque : Sylvie Le Bon, une jeune étudiante en philosophie. La relation qui unit les deux femmes est obscure : relation « mère-fille », « amicale », ou « amoureuse ». Simone de Beauvoir déclare dans Tout compte fait, son quatrième tome autobiographique, que cette relation est semblable à celle qui l'unissait à Zaza cinquante ans plus tôt. Sylvie Le Bon devient sa fille adoptive et héritière de son œuvre littéraire et de l'ensemble de ses biens.
L'influence de Beauvoir, associée à Gisèle Halimi, a été décisive pour obtenir la reconnaissance des tortures infligées aux femmes lors de la guerre d'Algérie et le droit à l'avortement. Elle rédige le Manifeste des 343, publié en avril 1971 par Le Nouvel Observateur. Avec Gisèle Halimi, elle a cofondé le mouvement Choisir, dont le rôle a été déterminant pour la légalisation de l'interruption volontaire de grossesse. Tout au long de sa vie, elle a étudié le monde dans lequel elle vivait, en visitant usines et institutions, à la rencontre d'ouvrières et de hauts dirigeants politiques.

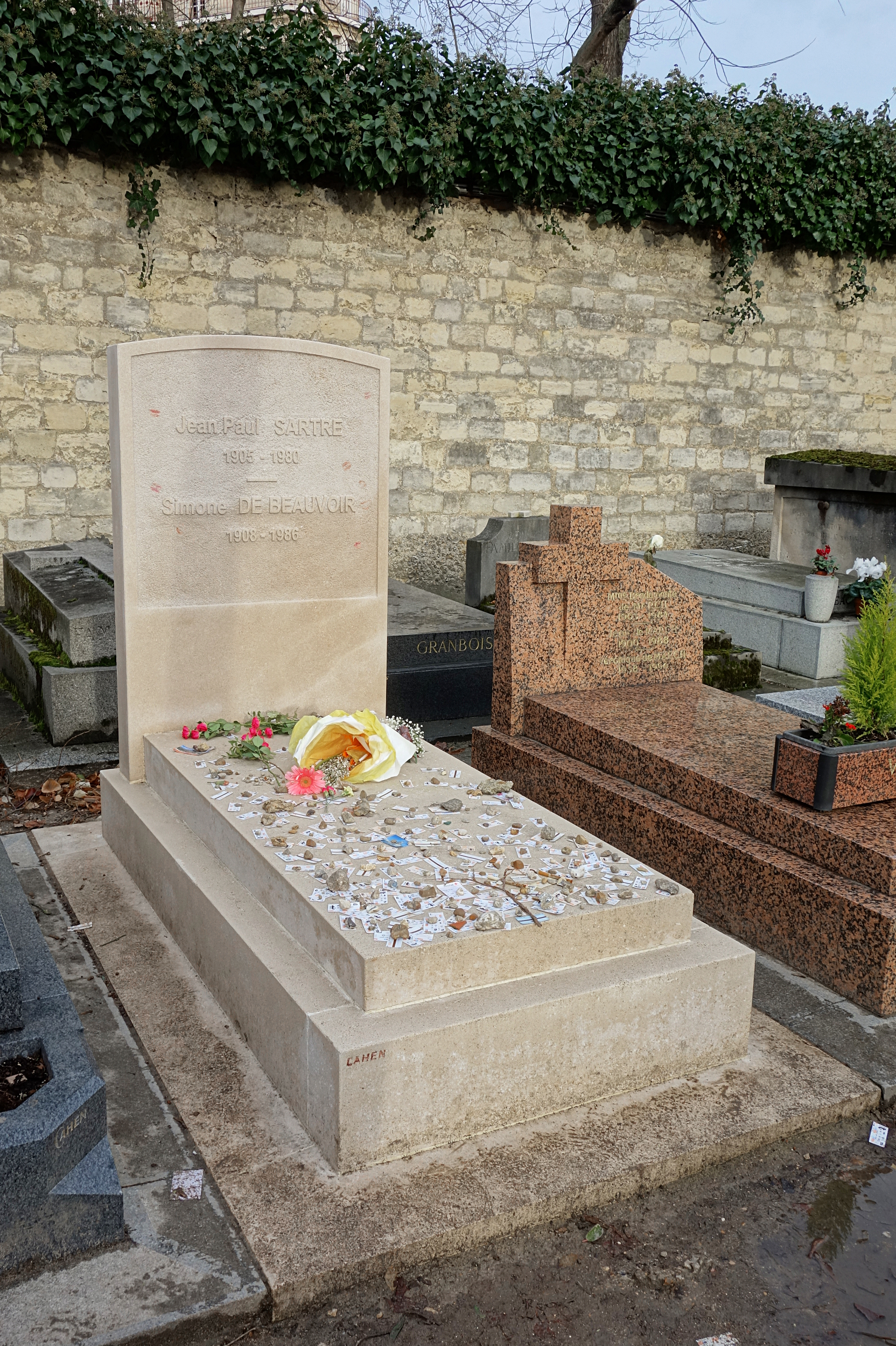
Tombe de Jean-Paul Sartre et Simone de Beauvoir en 2013 au cimetière du Montparnasse.

Féministe radicale, elle participe en 1977 en tant que directrice de la rédaction à la création de la revue Questions féministes, principal organe de publication du courant féministe matérialiste. Puis, après la dissolution du comité de rédaction, elle reprend le poste de directrice pour la revue Nouvelles Questions féministes qui se crée en 1981, poste qu'elle gardera jusqu'à sa mort.
Après la mort de Jean-Paul Sartre en 1980, elle publie La Cérémonie des adieux où elle décrit les dix dernières années de son compagnon avec des détails médicaux et intimes si crus qu'ils choquent bon nombre des disciples du philosophe. Ce texte est suivi des Entretiens avec Jean-Paul Sartre qu'elle enregistra à Rome, en août et septembre 1974, et dans lesquels Sartre revient sur sa vie et précise certains points de son œuvre. Elle veut surtout montrer comment celui-ci a été manipulé par Benny Lévy pour lui faire reconnaître une certaine « inclination religieuse » dans l'existentialisme alors que l'athéisme en était l'un des piliers.

Pour Beauvoir, Sartre ne jouissait plus de toutes ses facultés intellectuelles et n'était plus en mesure de lutter philosophiquement. Elle dit également à mi-mot combien l'attitude de la fille adoptive de Sartre, Arlette Elkaïm-Sartre, avait été détestable à son égard[réf. nécessaire]. Elle conclut avec cette phrase : 

« Sa mort nous sépare. La mienne ne nous réunira pas. C'est ainsi ; il est beau déjà que nos vies aient pu si longtemps s'accorder. »

De 1955 à 1986, elle vit au no 11 bis de la rue Victor-Schœlcher à Paris où elle meurt le 14 avril 1986, entourée de sa fille adoptive Sylvie Le Bon de Beauvoir et de Claude Lanzmann.
Elle est inhumée au cimetière du Montparnasse à Paris, dans la 20e division — juste à droite de l'entrée principale boulevard Edgar-Quinet — aux côtés de Jean-Paul Sartre. Elle est enterrée avec à son doigt l'anneau en argent aux motifs incas offert par son amant Nelson Algren au matin de leur première nuit d'amour.

## Pensée et philosophie

### Théorie

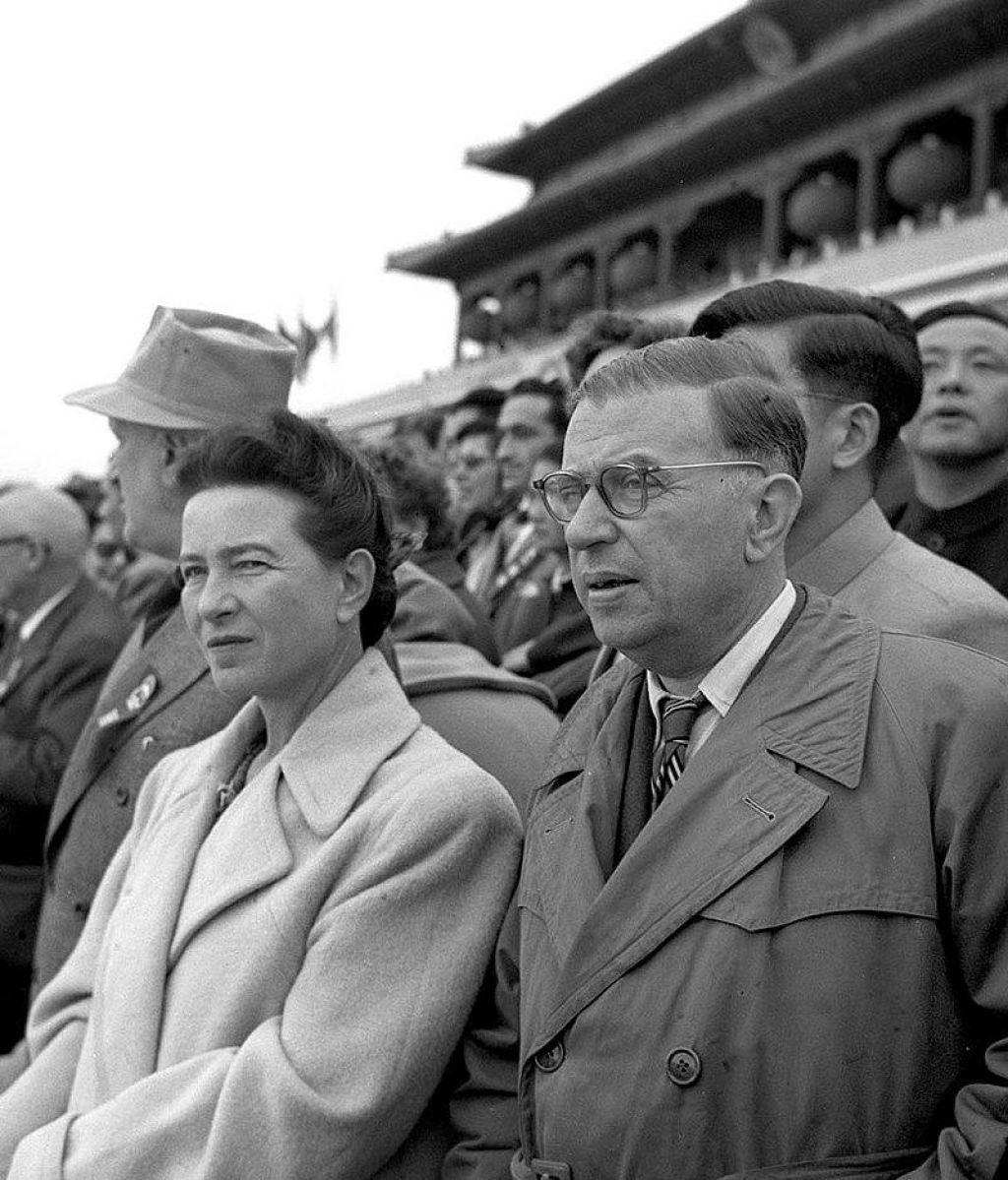
Simone de Beauvoir et Jean-Paul Sartre à Pékin en 1955.

Ardente avocate de l’existentialisme, elle soulève des questionnements afin de trouver un sens à la vie dans l’absurdité d’un monde dans lequel nous n’avons pas choisi de naître. Associée à celle de Sartre, son œuvre s’en différencie dans la mesure où elle aborde le caractère concret des problèmes, privilégiant une réflexion directe et ininterrompue sur le vécu.
Elle raconte dans La Force de l'âge comment la guerre l'a arrachée à « l'illusoire souveraineté de [ses] vingt ans ». En septembre 1939 elle écrit dans son journal : « Pour moi, le bonheur était avant tout une manière privilégiée de saisir le monde ; si le monde change au point de ne plus pouvoir être saisi de cette façon, le bonheur n'a plus tant de prix ». Sa philosophie évolue et elle cesse de concevoir sa vie comme une entreprise autonome et fermée sur soi : « Je savais à présent que, jusques dans la moelle de mes os, j'étais liée à mes contemporains ; je découvris l'envers de cette dépendance : ma responsabilité […] ; selon qu'une société se projette vers la liberté ou s'accommode d'un inerte esclavage, l'individu se saisit comme un homme parmi les hommes, ou comme une fourmi dans une fourmilière : mais nous avons tous le pouvoir de mettre en question le choix collectif, de le récuser ou de l'entériner ».
Dans Le Deuxième Sexe, elle affirme : « On ne naît pas femme, on le devient » : c'est la construction sociale des individualités qui impose des rôles différents, genrés, aux personnes des deux sexes,. Cette citation est souvent considérée comme une étape annonciatrice qui mènera vers les études de genre dans les sciences sociales. Dans cet ouvrage, elle analyse la place des femmes dans la société, notant que celles-ci sont souvent considérées, définies et assignées comme étant « l'Autre » du point de vue de l'homme dans une société patriarcale. Sylvie Chaperon, une spécialiste du féminisme, avance qu'au-delà de cette phrase emblématique, Simone de Beauvoir passe en revue une grande variété de domaines au sein desquels se construit la différence sociale entre hommes et femmes, dessinant ainsi des pistes des recherches pour les décennies suivantes, dont certaines, selon elle, restent encore à explorer.

## Polémiques, antisémitisme ou sionisme, accusations de détournement de mineures
En 1943, Simone de Beauvoir est suspendue de son poste d'enseignante pour avoir présumément séduit une lycéenne de 17 ans, Natalie Sorokin, en 1939. En 2017, Jocelyn Van Tuyl explique : « Le scandale a surgi en 1943, après que Nathalie Sorokine, une élève de Beauvoir, s’est installée avec son petit ami juif à l’hôtel où résidait Beauvoir. La mère de la jeune fille, farouchement antisémite, a exhorté Beauvoir à user de son influence sur Nathalie pour inciter celle-ci à mettre fin à cette « regrettable liaison » et reprendre une relation plus avantageuse avec un jeune homme plus riche. Lorsque Beauvoir a refusé, Madame Sorokine l’a accusée de « détournement d’une mineure ». De Beauvoir : « Avant-guerre, l’affaire n’eût pas eu de suite ».
Natalie Sorokin, Bianca Lamblin et Olga Kosakiewicz déclarent plus tard que leurs relations avec de Beauvoir les avaient blessées psychologiquement.
Durant l’Occupation, elle est amie tout comme Jean-Paul Sartre du directeur de l’hebdomadaire culturel Comœdia René Delange (qui était un intime de l'ambigu Sonderführer Gerhard Heller, « protecteur » allemand des lettres françaises) ; l'Allemagne finançant largement et influençant la ligne éditoriale de la revue.
En 1977, elle soutient le terroriste Bruno Bréguet et milite pour sa libération.
Elle signe aux côtés de 68 autres intellectuels français une tribune de Gabriel Matzneff publiée le 26 janvier 1977 dans le journal Le Monde, demandant la relaxe de trois hommes accusés d'« attentat à la pudeur sans violence sur des mineurs de quinze ans » dans le procès de l'affaire de Versailles. À la suite de ce procès, elle est cosignataire d'une lettre ouverte à la commission de révision du Code pénal exigeant que soient « abrogés ou profondément modifiés » les articles de loi concernant « le détournement de mineur », dans le sens « d'une reconnaissance du droit de l'enfant et de l'adolescent à entretenir des relations avec les personnes de son choix ». « Trois ans de prison pour des caresses et des baisers, cela suffit ! », écrivaient les signataires,. Ce « mouvement » qualifié par certains de pro-pédophile, mais qu'il faut remettre dans le contexte émancipatoire de l'époque[réf. nécessaire], est alors soutenu par de nombreux intellectuels, tels Jean-Paul Sartre, Michel Foucault, Roland Barthes, Alain Robbe-Grillet, Jacques Derrida, Philippe Sollers ou encore Françoise Dolto.
En 2008, la Britannique Carole Seymour-Jones (en), auteure du livre A Dangerous Liaison, décrit le comportement de Beauvoir comme un « abus d’enfant » se rapprochant de la « pédophilie ». En 2015, dans Simone de Beauvoir et les femmes, Marie-Jo Bonnet qualifie de « contrat pervers » le modus operandi entre Beauvoir et Sartre, qui consistait en ce que la première séduisait de jeunes étudiantes mineures pour les envoyer ensuite au second. Le blogueur du Journal de Montréal Normand Lester accuse quant à lui Beauvoir d’être une « prédatrice sexuelle ».
Dans ses Mémoires d’une jeune fille dérangée, Bianca Lamblin relate son admiration pour Simone de Beauvoir, qui était alors son professeur, alors qu'elle avait seize ans. Cette dernière la poussera vers Sartre. L'écrivaine raconte que « Simone de Beauvoir puisait dans ses classes de jeunes filles une chair fraîche à laquelle elle goûtait avant de la refiler, ou faut-il dire plus grossièrement encore, de la rabattre sur Sartre ».
Bianca Lamblin, dont les propos sont  rapportés par Michel Onfray, découvre, lors de la parution de la correspondance, que Beauvoir recourt aux poncifs antisémites pour parler d’elle. Par exemple, Simone de Beauvoir écrit de la jeune victime qu’elle « hésite entre le camp de concentration et le suicide. […] Je me suis réjouie de votre rupture ». Ce tableau contraste fortement avec le portrait qu'en fait Denis Charbit, dans son article « Simone de Beauvoir, Israël et les Juifs : les raisons d’une fidélité ». Il décrit une Simone de Beauvoir farouchement opposée à l'antisémitisme, proposant tout d'abord  jusqu'à la fin des années 1930, une réponse empreinte d'universalisme et niant un quelconque particularisme juif (« Les Juifs, ça n’existe pas : il n’y a que des hommes ») avant de réaliser que ce refus de l'essentialisme l'emporte « loin de la réalité ». Après la guerre et la conscience de la Shoah, quand ses amis parfaitement assimilésés sont devenus plus visibles, et plus tard encore, quand elle est marquée en 1951 par sa rencontre avec Claude Lanzmann qui se définit en premier lieu comme juif, l’existentialisme lui permet de concevoir de manière sensiblement différente la condition juive. Elle se montre alors fortement sioniste, sans toutefois renoncer à critiquer le gouvernement israélien pour la sous-représentation des femmes à la Knesset, les inégalités fortes entre Juif orientaux et occidentaux, le ralliement d'Israël à l'impérialisme américain, le sort des Arabes israéliens, etc. Concernant le sort des Palestiniens de Gaza, son attitude est donc en rupture avec celle de la gauche de l'époque, mais elle se révolte plus contre leurs responsables qui se complaisent dans le luxe tandis que les plus pauvres soufrent de malnutrition, et « sensible à l’aspiration au retour qu’ils expriment, elle ne peut admettre de la part des dirigeants qu’elle rencontre la violence des propos, l’intransigeance et les rodomontades ».
Elle déclenche également la polémique à la suite de ses propos d'admiration et de justification de la politique de l'URSS : « L'adversaire de l'URSS use d'un sophisme quand, soulignant la part de violence criminelle assumée par la politique stalinienne, il néglige de la confronter avec les fins poursuivies. […] On ne peut juger un moyen sans la fin qui lui donne son sens. Le lynchage est un mal absolu, il représente la survivance d'une civilisation périmée. C'est une faute sans justification, sans excuse. Supprimer cent oppositionnels, c'est sûrement un scandale, mais il se peut qu'il ait un sens, une raison… peut-être représente-t-elle seulement cette part nécessaire d'échec que comporte toute construction positive » ; ou encore : « Jusqu'en 1936, c'était vraiment des centres de rééducation, un travail modéré, un régime libéral, des théâtres, des bibliothèques, des causeries, des relations familières, presque amicales, entre les responsables et les détenus » (à propos des goulags qu'elle a visités en 1963),.
Elle est accusée de lesbophobie par le sociologue Sam Bourcier pour son chapitre consacrée à « la lesbienne » dans Le Deuxième Sexe, mais aussi pour son choix en faveur de la revue Nouvelles Questions féministes en 1981, excluant les lesbiennes politiques radicales comme Monique Wittig, à la suite d'un désaccord au sein du comité de rédaction de Questions féministes au sujet de l'hétérosexualité.

## Réception de l'œuvre au Québec
En 1959, Wilfrid Lemoine se rend à Paris pour réaliser une entrevue avec Simone de Beauvoir. La diffusion est programmée dans le cadre de l’émission Premier Plan, au mois de novembre de cette même année. Puis, Radio-Canada décide finalement de ne pas diffuser cette entrevue et nie toute intervention extérieure les ayant influencés dans leur choix.
Radio-Canada justifie la non diffusion de l'entrevue de cette manière :

« Or, au cours de cette interview, Simone de Beauvoir exprime sans ambages des opinions qui s'opposent carrément aux convictions de notre population concernant l'existence de Dieu, l'institution du mariage et d'autres réalités de première grandeur. De telles informations auraient pu surprendre et choquer durement toute une partie des auditeurs peu préparée à de telles énonciations. La direction a donc décidé de ne pas projeter ce film sur nos écrans. »

Assez rapidement, l'implication d’une personne extérieure (surnommée la « voix mystérieuse ») est envisagée. Cette personne se révéla être le cardinal Paul-Émile Léger.
Quelques semaines après le décès de Simone de Beauvoir, Radio-Canada décide de présenter aux Beaux Dimanches l’entrevue censurée de 1959 mais la diffusion est annulée car les séries éliminatoires de hockey ont lieu ce jour-là. L'entrevue, de quarante minutes, sera finalement présentée le 25 mai 1986, précédée d’une discussion entre Wilfrid Lemoine et Normand Harvey pour revenir sur cette affaire.

## Œuvres

### Romans
- 1943 : L'Invitée
- 1945 : Le Sang des autres
- 1946 : Tous les hommes sont mortels
- 1954 : Les Mandarins, Prix Goncourt
- 1966 : Les Belles Images
- 2020 : Les Inséparables

### Recueils de nouvelles
- 1967 : La Femme rompue
- 1979 : Quand prime le spirituel

### Essais
- 1944 : Pyrrhus et Cinéas, essai philosophique
- 1947 : Pour une morale de l'ambiguïté, traité philosophique
- 1949 : Le Deuxième Sexe, essai philosophique
- 1951–1952 : « Faut-il brûler Sade ? », essai dans Les Temps Modernes, décembre 1951 et janvier 1952, réédition Gallimard, 1972
- 1955 : Privilèges, réunit « Faut-il brûler Sade ? », « La Pensée de droite, aujourd'hui », et « Merleau-Ponty et le pseudo-sartrisme »
- 1957 : La Longue Marche : essai sur la Chine, essai
- 1970 : La Vieillesse, essai

### Théâtre
- 1945 : Les Bouches inutiles, pièce de théâtre représentée au théâtre des Carrefours (actuel théâtre des Bouffes-du-Nord) en 1945 (première le 29 octobre), puis reprise en 1966 au festival de Marvejols, et publiée aux éditions Gallimard.

### Récits autobiographiques
- 1958 : Mémoires d'une jeune fille rangée
- 1960 : La Force de l'âge
- 1963 : La Force des choses
- 1964 : Une mort très douce
- 1972 : Tout compte fait
- 1981 : La Cérémonie des adieux suivi de Entretiens avec Jean-Paul Sartre : août - septembre 1974
- Ces ouvrages sont réédités en 2018 en deux volumes dans la Bibliothèque de la Pléiade sous le titre Simone de Beauvoir, Mémoires (édition publiée sous la direction de Jean-Louis Jeannelle et Éliane Lecarme-Tabone avec la collaboration d'Hélène Baty-Delalande, Alexis Chabot, Valérie Stemmer, Jean-François Louette, Delphine Nicolas-Pierre, et Élisabeth Russo ; chronologie par Sylvie Le Bon de Beauvoir), Paris, Éditions Gallimard, coll. « Bibliothèque de la Pléiade » (no 633-634), 2018 :
  - Tome I = Mémoires d'une jeune fille rangée, La force de l'âge, La force des choses première partie, 1470 p. (ISBN 978-2-07-012068-0).
  - Tome II = La force des choses deuxième partie, Une mort très douce, Tout compte fait, La cérémonie des adieux, 1547 p. (ISBN 978-2-07-017859-9).

### Autres publications
- 1948 : L'Amérique au jour le jour, récit.
- 1962 : Djamila Boupacha en collaboration avec Gisèle Halimi et des témoignages de Henri Alleg, Mme Maurice Audin, Général de Bollardière, R. P. Chenu, Dr Jean Dalsace, J. Fonlupt-Esperaber, Françoise Mallet-Joris, Daniel Mayer, André Philip, J.-F. Revel, Jules Roy, Françoise Sagan, un portrait original de Pablo Picasso et un hommage des peintres Robert Lapoujade et Roberto Matta.

### Œuvres posthumes
Sylvie Le Bon de Beauvoir, héritière de l'œuvre de Beauvoir, a traduit, annoté et publié de nombreux écrits de sa mère adoptive, en particulier sa correspondance avec Sartre, Bost et Algren.
- Lettres à Sartre, tome I : 1930-1939, Paris, Gallimard, 1990.
- Lettres à Sartre, tome II : 1940-1963, Paris, Gallimard, 1990.
- Journal de guerre, septembre 1939-janvier 1941, 1990.
- Lettres à Nelson Algren (trad. de l'anglais par Sylvie Le Bon), 1997.
- Correspondance croisée avec Jacques-Laurent Bost, 2004.
- Cahiers de jeunesse, 1926-1930, 2008.
- Malentendu à Moscou, Paris, L'Herne, coll. « Carnets », 2013.
- Les Inséparables, Paris, L'Herne, coll. « Romans », 2020 (ISBN 1031902740)

## Dossiers de la CIA
Parmi les 2 891 documents classés secrets dont la déclassification a été autorisée par le président américain Donald Trump le 26 octobre 2017 en rapport avec l'assassinat de John Fitzgerald Kennedy — selon une loi signée en 1992 en réponse à la sortie du film JFK d’Oliver Stone, il aurait dû y en avoir 3 100, mais au dernier moment, sur les conseils de la CIA et du FBI, Trump en a enlevé quelques centaines de la liste — la CIA affirme que dans les années 1960, Jean-Paul Sartre, Simone de Beauvoir et Catherine Deneuve auraient financé un « réseau d'activistes » qui « aidait les déserteurs » de la guerre du Viêt Nam.
Selon le rapport de la CIA, la planque se serait située au no 3, rue Gabrielle-Josserand, à Pantin. Les lieux auraient été loués par l'association étudiante américaine Students for a Democratic Society pour héberger des déserteurs et des activistes américains. Un de ces contestataires aurait été Larry Cox, un déserteur ayant refusé d'intégrer l'armée américaine et de partir au Viêt Nam — et devenu quelques années plus tard directeur exécutif d'Amnesty International aux États-Unis.
Le rapport déclassifié, écrit le 11 juillet 1969 par Paul K. Chalemsky, alors directeur de l'antenne de la CIA à Paris, précise même les sommes versées par Jean-Paul Sartre (100 $) et Catherine Deneuve (1 500 Francs). Il ne précise pas celles versées par Simone de Beauvoir.

## Hommages
- En 1982, le centre audiovisuel Simone-de-Beauvoir, fondé à Paris, par Carole Roussopoulos, Delphine Seyrig et Ioana Wieder.
- En 1983, elle reçoit le prix Sonning de l'université de Copenhague au Danemark.
- En 1991, le cratère vénusien de Beauvoir est nommé en son honneur[96].
- En 1998, un astéroïde est nommé (11385) Beauvoir en son honneur, suivant (11384) Sartre.
- En 2000, une place Jean-Paul-Sartre-et-Simone-de-Beauvoir est inaugurée dans le 6e arrondissement de Paris, à l'intersection du boulevard Saint-Germain, de la rue de Rennes et de la place Saint-Germain-des-Prés[97].
- En 2006 est inaugurée la passerelle Simone-de-Beauvoir, entre les 12e et 13e arrondissements.
- En 2008, le prix Simone de Beauvoir pour la liberté des femmes est créé.
- Le 8 mars 2021, La Poste émet un timbre-poste à son effigie[98].
- En 2024, l'école Beauvoir formant aux arts du numérique porte le nom de Simone de Beauvoir[99].
- Le 26 juillet 2024, Simone de Beauvoir fait partie des dix « femmes inspirantes » célébrées lors de la cérémonie d’ouverture des Jeux olympiques de Paris 2024[100].
- En juin 2025, un extrait de son livre La Force de l'âge est sélectionné pour le sujet de brevet en français (grammaire, dictée et rédaction)[101].
- En avril 2024, environ 300 rues, impasses, allées (etc.) portent le nom de Simone de Beauvoir[102].

Elle fait partie des dix statues de femmes présentées lors de la cérémonie d'ouverture des Jeux olympiques (avec l'avocate et féministe Gisèle Halimi, la philosophe et poétesse Christine de Pizan, l’exploratrice Jeanne Barret, l'écrivaine et révolutionnaire Olympe de Gouges, l’anarchiste Louise Michel, la réalisatrice Alice Guy, la cadre sportive Alice Milliat, l’écrivaine Paulette Nardal et la femme politique Simone Veil), qui sont réinstallées le 26 juillet 2024 rue de la Chapelle.

### Filmographie
- 2006 : Les Amants du Flore, téléfilm de Ilan Duran Cohen avec Anna Mouglalis dans le rôle de Simone de Beauvoir.
- 2006 : Sartre, l'âge des passions, téléfilm de Claude Goretta en deux épisodes avec Anne Alvaro dans le rôle de Simone de Beauvoir.
- 2007 : Simone de Beauvoir - une femme actuelle, documentaire de Dominique Gros produit par Arte.
- 2013 : L'Écume des jours, film de Michel Gondry ; Marina Rozenman joue « la duchesse de Bovouard ».
- 2013 : Violette, film de Martin Provost ; Sandrine Kiberlain joue Simone de Beauvoir.